# Reema Abdo
Reema Abdo (Adén, Yemen, 19 de mayo de 1963) es una nadadora canadiense de origen yemení retirada especializada en pruebas de estilo libre y estilo espalda, donde consiguió ser medallista de bronce olímpica en 1984 en los 4 x 100 metros estilos.

## Carrera deportiva
En los Juegos Olímpicos de Los Ángeles 1984 ganó la medalla de bronce en los relevos de 4 x 100 metros estilos (nadando el largo de espalda), con un tiempo de 4:12.98 segundos, tras Estados Unidos (oro) y Alemania (plata), siendo sus compañeras de equipo las nadadoras: Anne Ottenbrite, Michelle MacPherson y Pamela Rai.

## Palmarés internacional
| Juegos Olímpicos | Juegos Olímpicos             | Juegos Olímpicos  | Juegos Olímpicos |
| Año              | Lugar                        | Medalla           | Prueba           |
| ---------------- | ---------------------------- | ----------------- | ---------------- |
| 1984             | Los Ángeles (Estados Unidos) | Medalla de bronce | 4x100 m estilos  |